# Edgar Davids
Edgar Davids (Paramaribo, Surinam, 13 de març del 1973) és un futbolista retirat neerlandès d'origen surinamès.

## Biografia
Es va destacar com un dels millors centrecampistes de perfil defensiu d'Europa en els anys 90' i 00'. Dotat d'una gran fortalesa física (malgrat que només amida 169 cm i pesa 70 kg), és un treballador incansable que desenvolupa una gran activitat en el centre del camp, robant pilotes al contrari i mantenint un alt nivell de pressió defensiva.
Ha jugat en cinc dels millors clubs europeus: Ajax Amsterdam, AC Milan, Juventus FC, FC Barcelona i Inter de Milà, encara que va ser en l'Àjax i la Juventus FC on va romandre més anys i va guanyar més títols.
Ha estat més de 60 vegades internacional amb la selecció neerlandesa (també va poder jugar amb la selecció de Surinam), amb la qual ha participat en l'Eurocopa de 1996, 2000 i 2004 (a Portugal, va ser semifinalista), i les Copes del Món de 1994 (als Estats Units, va arribar a quarts de final) i de 1998 (a França, va ser semifinalista).
L'agost de 1999 se li va diagnosticar un glaucoma, un augment de la pressió intraocular que li va impedir disputar diversos partits. Va ser operat i a partir de llavors va començar a utilitzar unes característiques ulleres protectores per evitar cops i impedir la pèrdua de visió. Això, unit a la seva llarga cua de cavall, sempre li ha donat un aspecte inconfusible, tant en els camps de futbol, com en el terreny de la publicitat.
El mes de gener del 2004, el FC Barcelona va aconseguir que la Juventus FC li cedís al jugador per a encarar la segona volta de la lliga, en la qual l'equip estava bastant mal situat. Des del club se li va situar com un dels artífexs del subcampionat de Lliga 2003-04. A l'acabar la cessió, el club li va fer ofertes perquè es quedés, però va preferir marxar a l'Inter de Milà per la temporada 2004-05. La temporada 2005-06 la va disputar en el Tottenham Hotspur FC, cedit per l'Inter de Milà sense cap cost.
Després de més de 10 anys tornà a l'Ajax Amsterdam amb un contracte que el lligà la segona volta de la temporada 2006-2007 i la temporada 2007-2008.
El 20 d'agost de 2010, Davids va acordar un acord amb el club del Campionat anglès Crystal Palace. Va debutar el 24 d'agost de 2010 com a lateral esquerre a la Segona Ronda de la Copa de la Lliga contra el Portsmouth FC. El 8 de novembre de 2010, va anunciar la seva sortida del club, afirmant que havia estat una de les millors experiències de la seva vida.
Va ser jugador-entrenador del club Barnet a la Football League Two entre 2012 i 2014.

## Palmarès

### Campionats estatals
| Títol                 | Club        | País          | Any  |
| --------------------- | ----------- | ------------- | ---- |
| Copa neerlandesa      | Ajax        | Països Baixos | 1993 |
| Lliga neerlandesa     | Ajax        | Països Baixos | 1994 |
| Lliga neerlandesa     | Ajax        | Països Baixos | 1995 |
| Lliga neerlandesa     | Ajax        | Països Baixos | 1996 |
| Lliga italiana        | Juventus FC | Itàlia        | 1998 |
| Lliga italiana        | Juventus FC | Itàlia        | 2002 |
| Lliga italiana        | Juventus FC | Itàlia        | 2003 |
| Supercopa italiana    | Juventus FC | Itàlia        | 2003 |
| Supercopa italiana    | Juventus FC | Itàlia        | 2004 |
| Copa italiana         | Inter       | Itàlia        | 2005 |
| Copa neerlandesa      | Ajax        | Països Baixos | 2007 |
| Supercopa neerlandesa | Ajax        | Països Baixos | 2007 |

### Copes internacionals
| Títol                 | Club        | País          | Any  |
| --------------------- | ----------- | ------------- | ---- |
| Copa de la UEFA       | Ajax        | Països Baixos | 1992 |
| Lliga de Campions     | Ajax        | Països Baixos | 1995 |
| Supercopa d'Europa    | Ajax        | Països Baixos | 1995 |
| Copa Intercontinental | Ajax        | Països Baixos | 1995 |
| Copa Intertoto        | Juventus FC | Itàlia        | 1999 |

### Participacions en Copes del Món
- Copa del Món de futbol 1994 - (Països Baixos) - 1994 (quarts de final)
- Copa del Món de futbol 1998 - (Països Baixos) - 1998 (semifinals)